# Ronald M. Schernikau
Ronald M. Schernikau, né le 11 juillet 1960 à Magdebourg, en RDA, et mort le 20 octobre 1991 à Berlin, est un écrivain allemand.

## Biographie

### Enfance et première publication
Né en 1960 à Magdebourg, Ronald et sa mère, Ellen, « passent à l'Ouest » en 1966, dans l'espoir de rejoindre son père, installé à Lehrte, près de Hanovre, après avoir été poursuivi pour fraude fiscale. Ils découvrent cependant rapidement que ce dernier, en plus d'avoir été nazi, s'est construit une deuxième famille en leur absence. Aussi Ellen se voit-elle contrainte d'élever seule Ronald. 
À l'âge de seize ans, Ronald devient membre du Parti communiste allemand (DKP). Deux ans plus tard, il écrit kleinstadtnovelle (nouvelle d'une petite ville). Publiée en 1980, la nouvelle fait sensation, tant du fait de son sujet (l'homosexualité masculine) que parce que Ronald est encore au lycée. Peu de temps après, il déménage à Berlin-Ouest pour étudier la littérature allemande, la philosophie et la psychologie. 

### Études et journalisme
Étudiant, Ronald ne trouve pas de maison chez qui faire éditer ses écrits. Aussi décide-t-il de rédiger des articles dans des journaux de gauche pour gagner sa vie. Tout en insufflant à ces derniers un peu de la poésie qui caractérise son œuvre, il continue en parallèle d'écrire ses propres histoires. S'il en autoédite certaines, il en garde également d'autres de côté. Ronald écrit ainsi so schön (si beau) en 1982, qui ne paraitra cependant qu'en 2012.

### Passage à l'Est et dernières années
En 1986, Ronald parvient enfin à aller étudier la littérature en République démocratique allemande, à l'université de Leipzig ; il est le premier étudiant d'Allemagne de l'Ouest à y obtenir une place. Désormais bénéficiaire d'une bourse d'études, il est libre de se consacrer entièrement à son écriture. Le premier livre qu'il rédige à Leipzig, die tage in l. darüber, dass die ddr und die brd sich niemals verständigen können, geschweige mittels ihrer literatur (les jours à l. à propos du fait que la rda et la rfa ne se comprendront jamais, et sûrement pas au moyen de leur littérature), est tout à la fois une autobiographie, un essai et un recueil d'aphorismes. S'il s'agit dans l'ensemble d'une déclaration d'amour à l'Allemagne de l'Est, le livre contient cependant trop de critiques du pouvoir étatique pour ne pas être censuré. Aussi Ronald le fait-il publier par une maison d'édition ouest-allemande, Konkret.
En septembre 1989, après s'être installé un an plus tôt à Berlin-Est, il obtient la nationalité est-allemande, quelques mois seulement avant la réunification des deux Allemagnes. Il choisit la scène du SchwuZ pour fait jouer pour la première fois sa pièce Die Schönheit par les SchwuZ-Tunten, une troupe d'artistes travesties. Très diminué par le sida, Ronald finit en 1991 d'écrire legende, un roman en dix parties sur lequel il a commencé à travailler en 1984. Il meurt quelques semaines plus tard, le 20 octobre 1991, à l'âge de 31 ans.

### Publications posthumes et reconnaissance
Non publié avant la mort de son auteur, legende l'est toutefois en 1999, à la suite d'une campagne de financement menée par des intellectuels et politiques allemands. Par ailleurs, depuis la fin des années 2000, la plupart de ses écrits, y compris nombre de ses articles de presse, ont été réédités, et certains inédits publiés pour la première fois.
En 2019, l'Américaine Jessica Dunn Rovinelli (en) réalise So Pretty, une adaptation cinématographique de so schön.

## Œuvre
- (de) kleinstadtnovelle, Hambourg, Konkret Literatur Verlag, 2009 (1re éd. 1980), 87 p. (ISBN 978-3-89458-216-6)
- (de) die heftige variante des lockerseins : ein festspiel, Berlin, autoédition, 1981
- (de) petra : ein märchen (ill. Uliane Borchert), Berlin, Mariannenpresse, 1984
- (de) die tage in l. : darüber, dass die ddr und die brd sich niemals verständigen können, geschweige mittels ihrer literatur, Hambourg, Konkret Literatur Verlag, 2001 (1re éd. 1989), 213 p. (ISBN 3-89458-206-5)
- (de) das märchen von der blume (ill. Uliane Borchert), Berlin, autoédition, 1990
- (de) Dann hätten wir noch eine Chance : Briefwechsel mit Peter Hacks; Texte aus dem Nachlaß, Hambourg, Konkret Literatur Verlag (1re éd. 1992), 120 p. (ISBN 978-3-929201-00-0)
- (de) legende, Dresden, ddp goldenbogen, 1999
- (de) Königin im Dreck, Berlin, Verbrecher, 2009, 303 p. (ISBN 978-3-940426-34-5)
- (de) Irene Binz. Befragung (préf. Dietmar Dath (de), avec une interview d'Ellen Schernikau par Claudia Wangerin), Berlin, Rotbuch, 2010, 221 p. (ISBN 978-3-86789-095-3)
- (de) So schön, Berlin, Verbrecher, 2012, 116 p. (ISBN 3943167100)